# Etapa preagrària
L'etapa preagrària designa el període històric on l'home encara no ha descobert l'agricultura i la ramaderia i, per tant, és nòmada. Les persones s'organitzen en hordes o clans que busquen menjar, són les anomenades societats caçadores-recol·lectores de la prehistòria.
També es pot aplicar el terme a qualsevol grup humà actual no sedentari. Segons com s'utilitzi pot adquirir un matís despectiu, ja que s'associa a connotacions com "primitiu".